# AN/SPY-6
AN/SPY-6は、アメリカ合衆国のレイセオン社が開発しているフェーズドアレイレーダー。多機能レーダーとなるSPY-6(V)1 AMDR（Air and Missile Defense Radar）と、対空捜索レーダーとなるSPY-6(V)2/3 EASR（Enterprise Air Surveillance Radar）が派生している。

## 来歴
アメリカ海軍は、2011年度計画から建造を開始する予定だったCG(X)のための多機能レーダーとして、防空・ミサイル防衛レーダー（Air and Missile Defense Radar, AMDR）の開発計画に着手、2009年よりコンセプト開発を開始した。これはSバンドで作動するAMDR-SとXバンドで作動するAMDR-Xによってシステムを構成する計画で、いずれもアクティブ・フェーズドアレイ・アンテナを用い、AMDR-Sは長距離対空捜索・追尾、自艦発射ミサイルの管制を、またAMDR-Xは潜望鏡など対水上捜索および目標精密追尾、自艦発射ミサイルの管制（終末照射を含む）を受け持つことになっていた。
2009年6月、海軍はノースロップ・グラマンとロッキード・マーティン、そしてレイセオンの3社との間で、AMDR-Sとレーダー制御装置（Radar Suite Controller, RSC）のコンセプト検討契約を締結し、2010年9月には技術開発契約、更に2012年7月には小規模なプロトタイプでの技術試験契約を結んだ。この間、2010年4月にはCG(X)計画が中止になったものの、AMDRはアーレイ・バーク級ミサイル駆逐艦フライトIII向けとして継続されることになった。
そして2013年10月10日、レイセオンが開発フェーズの契約を勝ち取り、AMDR-SおよびRSCの技術生産開発（EMD）設計段階、開発、統合、テストおよび納入について、経費と手数料を合わせて3億8,574万2,176USドルで契約締結した。これに対してロッキード・マーティン社が異議を申し立てたことで計画は一時中断を余儀なくされたものの、2014年1月10日に同社が異議を取り下げたことで、開発フェーズが本格的に進められることになった。
2024年1月15日、米海軍は2023年9月と12月の海上試験に基づきSPY-6は期待通りの性能を発揮し、SPY-1では検出できなかった目標をSPY-6は検出したと明かした。そしてこれからも初期作戦能力獲得に向けテストしていくと発表した。

## 設計

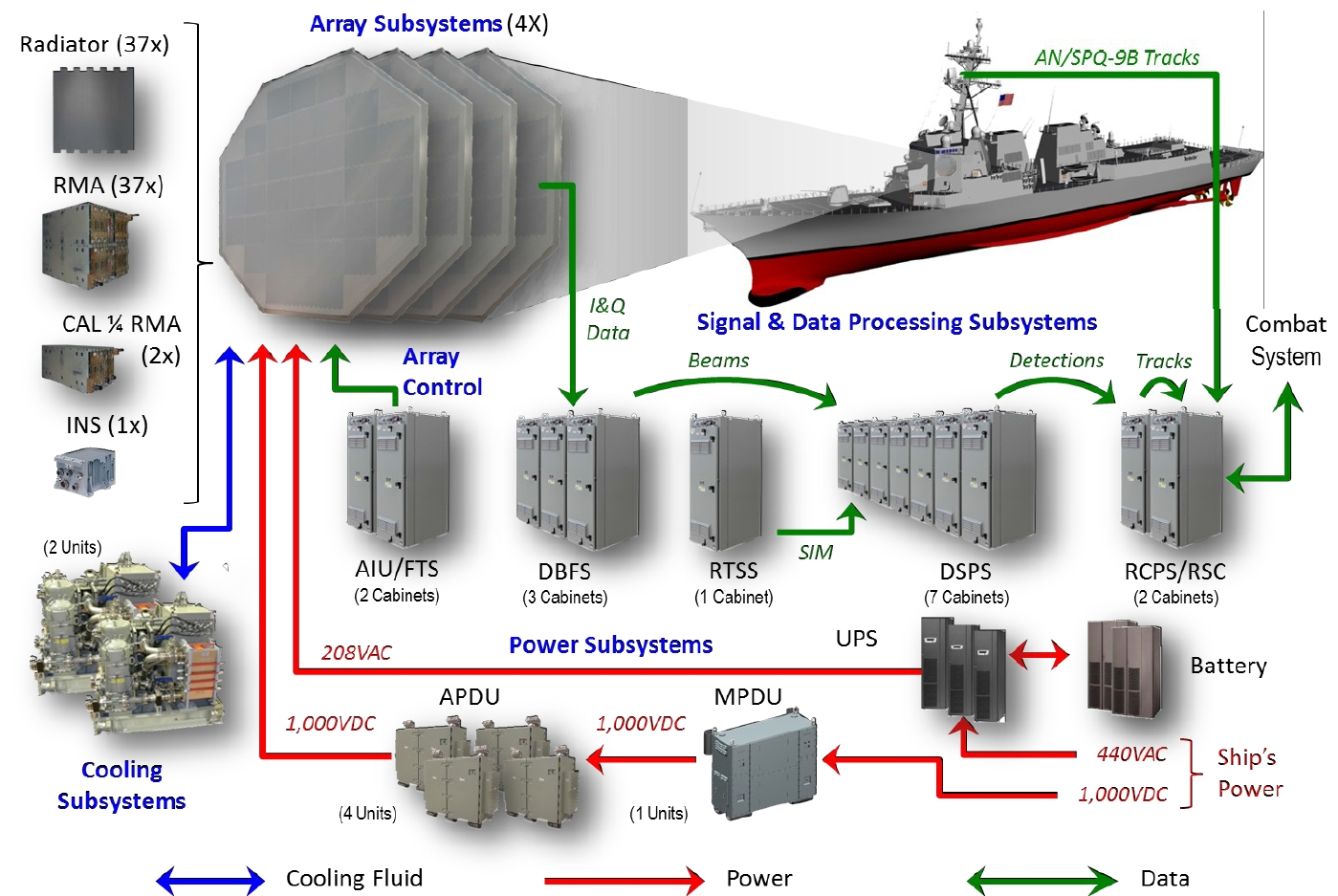
AN/SPY-6のシステム構成

上記の経緯により、AMDR-Sは、Sバンドで動作してアクティブ・フェーズドアレイ・アンテナ（AESAアンテナ）を用いる多機能レーダーとして開発された。AESAアンテナの送受信モジュールの半導体素子の素材としては、従来のヒ化ガリウム（GaAs）にかえて窒化ガリウム（GaN）が採用されており、出力密度の向上を実現している。AMDR-Sはモジュール化設計を採用しており、送受信モジュール6個を組み込んだTRIMM（Transmit Receive Integrated Multi-channel Module）を24個組み込んだ、一辺約2フィート（0.61メートル）の立方体であるRMA（Radar Module Assembly）を構成単位とする。
AN/SPY-6(V)1の場合、RMAを37個配置して、直径約14フィート（4.27メートル）の固定式アンテナを構成する。これは既存のAN/SPY-1を基準にして15デシベルの性能向上を実現するとされており、また従来の半分の大きさの目標を2倍の距離で探知可能ともされていることから、最大探知距離は1,000キロ以上とみられている。送信出力は35倍以上となる一方、電力所要も倍増する。
ビームフォーミングはデジタル（DBF）方式としており、シークラッターや電波妨害があるような状況でも正確な複数目標探知・追尾が可能となっている。また分散型先進レーダー（Advanced Distributed Radar, ADR）計画に基づき、他のレーダーと情報を共有するネットワーク化協力レーダー（NCR）やパッシブレーダー機能を付与する受信専用協調レーダー（ROCR）といった能力も開発されている。更に電子攻撃能力を付与する計画もある。

### 派生型
AN/SPY-6(V)1
アーレイ・バーク級ミサイル駆逐艦フライトIIIとDDG(X)用に37個のRMAモジュールを搭載。
AN/SPY-6(V)2
エンタープライズ対空監視レーダー（EASR）として知られる。9個のRMAによって構成したアンテナ1面を回転型として設置する。アメリカ級強襲揚陸艦フライトIおよびサン・アントニオ級ドック型輸送揚陸艦フライトIIに搭載予定。
AN/SPY-6(V)3
EASRの系譜だが、9個のRMAによって構成したアンテナ3面を固定配置する。ジェラルド・R・フォード級航空母艦とコンステレーション級ミサイルフリゲートに搭載予定。
AN/SPY-6(V)4
24個のRMAによって構成したアンテナ4面を固定配置する。アーレイ・バーク級ミサイル駆逐艦フライトIIAの近代化改修用として計画されている。